# Берриен, Джон
Джон Макферсон Берриен (англ. John Macpherson Berrien; 23 августа 1781 — 1 января 1856) — американский политик, Генеральный прокурор США.
Занимал пост Генерального прокурора США при президенте США Эндрю Джексоне.